# Fukuoka SoftBank Hawks

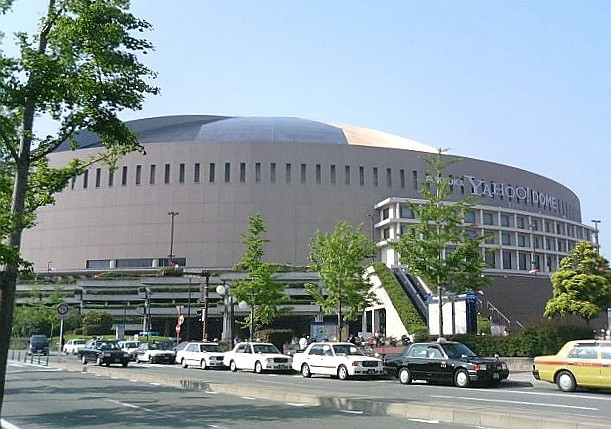
Domo de Fukuoka, sede de los Halcones de Fukuoka SoftBank.

Fukuoka SoftBank Hawks (en japonés 福岡ソフトバンクホークス, Fukuoka Sofutobanku Hōkusu) es un equipo de béisbol con sede en la ciudad de Fukuoka, Japón. Juega en la Liga Japonesa de Béisbol Profesional, encuadrado en la Liga del Pacífico, y su estadio es el Domo Yahoo! de Fukuoka.
Anteriormente conocido como Fukuoka Daiei Hawks, la compañía SoftBank adquirió el equipo en enero de 2005.

## Historia de la franquicia
La franquicia fue fundada en 1938 como Nankai debido a la empresa propietaria, la Nankai Electric Railway de Osaka. El equipo cambió su nombre en varias ocasiones, pasando a llamarse Kinki Nihon en 1994 y Kinki Great Ring en 1946, y adoptó en 1947 el nombre de Nankai Hawks (Halcones) de forma definitiva .
Los Nankai Hawks fueron una de las franquicias con más títulos en las dos primeras décadas de historia de la Liga del Pacífico, con dos Series de Japón y 10 títulos de división. Pero el club decayó con el paso de los años, terminando en puestos bajos durante la última década bajo esa denominación. Además, la asistencia del público había decaído y la franquicia comenzó a generar pérdidas para sus propietarios. Den Kawakatsu, presidente de la Nankai Electric Railway, se negó a vender el equipo durante todo ese tiempo. Sin embargo, Kawakatsu murió en 1988 y sus directivos pudieron vender el equipo ese mismo año.
La empresa vendió la franquicia a la cadena de supermercados Daiei, que trasladó el equipo a Fukuoka y lo renombró a Fukuoka Daiei Hawks. Los Hawks contaron con nuevos fondos, nueva imagen, una nueva ciudad y pasaron a ser uno de los equipos más importantes de la isla de Kyushu. A pesar de los esfuerzos de los propietarios, la franquicia continuó cosechando pobres resultados en la zona baja de su división.
La situación cambia en 1997, cuando los Hawks tuvieron suerte con sus elecciones de draft y comenzaron a forjar estrellas futuras de este deporte, como el cácher Kenji Johjima, los infielders Hiroki Kokubo o Tadahito Iguchi, el jardinero Hiroshi Shibahara o el pitcher Kazumi Saitoh entre otros. Bajo esa base el equipo consiguió proclamarse campeón de la Serie de Japón de 1999 y 2003 y tres campeonatos de División.
Daiei decide vender en el año 2005 la franquicia a SoftBank, que pasa a poner el nombre de la empresa en el del equipo y aumenta el presupuesto, contando con Sadaharu Oh como entrenador hasta el año 2008.

## Palmarés
- Liga del Pacífico: 19 (1951, 1952, 1953, 1955, 1959, 1961, 1964, 1965, 1966, 1973, 1999, 2000, 2003, 2010, 2011, 2014, 2015, 2017, 2020)

- Serie de Japón: 11 (1959, 1964, 1999, 2003, 2011, 2014, 2015, 2017, 2018, 2019, 2020)

- Japanese Baseball League: 2 (1946, 1948)